# 7020 Yourcenar
7020 Yourcenar è un asteroide della fascia principale. Scoperto nel 1992, presenta un'orbita caratterizzata da un semiasse maggiore pari a 2,4272427 UA e da un'eccentricità di 0,1684867, inclinata di 2,46243° rispetto all'eclittica.
L'asteroide è dedicato alla scrittrice francese Marguerite Yourcenar.